# Restionaceae
Restionaceae is een botanische naam, voor een familie van eenzaadlobbige planten. Een familie onder deze naam wordt algemeen erkend door systemen voor plantensystematiek, en ook door het APG-systeem (1998) en het APG II-systeem (2003).
Het gaat om een middelgrote familie, van een paar honderd soorten in enkele tientallen genera. Het zijn kruidachtige planten die aangepast zijn aan droge omstandigheden (xeromorf). Ze komen voornamelijk voor op het Zuidelijk Halfrond (in Azië steekt de familie de evenaar over).
In het Cronquist-systeem (1981) was de plaatsing in een orde Restionales.